# 다케오카 유토
다케오카 유토(일본어: 武岡 優斗, 1988년 6월 24일 ~ )는 일본의 전직 축구 선수이다.

## 구단 경력
그는 2009년부터 2020년까지 J리그의 사간 도스, 요코하마 FC, 가와사키 프론탈레, 방포레 고후, 레노파 야마구치 FC에서 활동하였다.